# Duda Mendonça
José Eduardo Cavalcanti de Mendonça, conocido como Duda Mendonça (Salvador; 10 de agosto de 1944-São Paulo; 16 de agosto de 2021), fue un publicista y empresario brasileño, reconocido como uno de los principales especialistas en publicidad y estrategias políticas en ese país.

## Biografía
Dueño de la agencia Duda Propaganda, se hizo famoso por sus efectivas campañas políticas, gestionando más de cincuenta y cinco campañas nacionales significativas, incluidas elecciones para alcalde, senador, gobernador y presidenciales con más de veinte años de experiencia.
Su trabajo en la campaña presidencial de 2002 para Luiz Inácio Lula da Silva, fue elogiado por los profesionales por su efectividad. Duda es conocido como "el hombre que eligió a Lula", ya que era la cuarta vez consecutiva que Lula buscaba ser elegido para ocupar el puesto de más alto cargo en el país.
En octubre de 2004, fue arrestado por la policía en una arena de pelea ilegal de gallos en el estado de Río de Janeiro.
Trabajó para la campaña de Óscar Iván Zuluaga en las elecciones presidenciales colombianas de 2014. Presuntamente se le pagó con dinero abonado ilegalmente por la multinacional Odebrecht a la campaña de Zuluaga. Entre junio y julio de 2014, Odebrecht giró 1.610.000 dólares a las cuentas de una empresa que el reconocido publicista tenía en Panamá.

### Fallecimiento
Duda Mendonça murió el 16 de agosto de 2021 en São Paulo a los setenta y siete años. Padecía un cáncer cerebral.